# Еврейские беженцы
Евре́йские бе́женцы — евреи, которые были вынуждены покинуть место своего жительства из-за преследований в связи со своей национальной или религиозной принадлежностью. Такие преследования чаще всего порождаются антисемитизмом — разновидностью ксенофобии, идеологией враждебного отношения к евреям как к этнической или религиозной группе.
Наибольшую известность в истории получили депортации евреев с территории Палестины римлянами в 70-е и 130-е годы н. э., преследования со стороны христианской церкви в Средние века в Европе, погромы и черта оседлости в Российской империи, массовые изгнания и убийства нацистами с 1930-х до 1945 года (Холокост), преследования в мусульманских странах в период 1940-х—1970-х годов.
Стремление к получению надёжного убежища для евреев стало стимулом для зарождения сионистского движения и создания Государства Израиль.

## В Древнем мире
Преследования евреев в античности носили эпизодический характер. В основном изгнания и насильственные переселения являлись следствием войн и восстаний.
Первым историческим упоминанием о еврейских беженцах является исход евреев из Египта примерно в XIII веке до н. э. Общее число евреев, вышедших с Моисеем из Египта неизвестно, однако в Библии указано число мужчин старше двадцати лет — более 600 тысяч человек.
В 733—720 годах до н. э. после ряда восстаний против Ассирии её цари Тиглатпаласар III, Салманасар V и Саргон II завоевали Израильское царство, а его жителей переселили в Ассирию, где они были впоследствии ассимилированы. Исторические хроники упоминают 13 520 человек, переселённых из Галилеи и 27 290 или 27 280 человек переселённых из Самарии. В 701 году до н. э. армия ассирийского царя Сеннахериба вторглась в Иудею, разорив множество городов. В «Анналах Синнахериба» сказано, что он увёл в плен 200 150 человек.
В период 598—582 годы до н. э. состоялось насильственное переселение части населения Иудейского царства в Вавилонию в качестве карательной меры за антивавилонские восстания в Иудее. Этот период получил название Вавилонский плен. При этом в 587 году до н. э. после разрушения Навуходоносором Первого Храма группа евреев бежала в Африку и обосновалась на острове Джерба, где существует самая древняя непрерывно действующая синагога в мире. Часть евреев (42 360 человек) вернулась в Иудею после завоевания Вавилонии персидским царём Киром Великим. Сохранились отрывочные сведения об изгнании евреев из Рима в 139 году до н. э., в 19 году н. э. и в 50 году н. э.
Очередные массовые депортации евреев из Палестины проводились римлянами в 70-е и 130-е годы н. э. после Иудейских войн и восстания Бар-Кохбы. После разрушения Иерусалима евреям под угрозой смерти было запрещено приближаться к городу. Историк и очевидец Иосиф Флавий писал, что во время римского вторжения погибло 1,1 млн человек и 97 тысяч попали в плен Во время восстания Бар-Кохбы погибло ещё 580 тыс. иудеев.
Одно из первых изгнаний евреев из христианских стран состоялось в 414 году в Александрии при византийском патриархе Кирилле. Впоследствии в Византийской империи евреи изгонялись из Антиохии после подавления восстания в 608 году.

## В Средние века

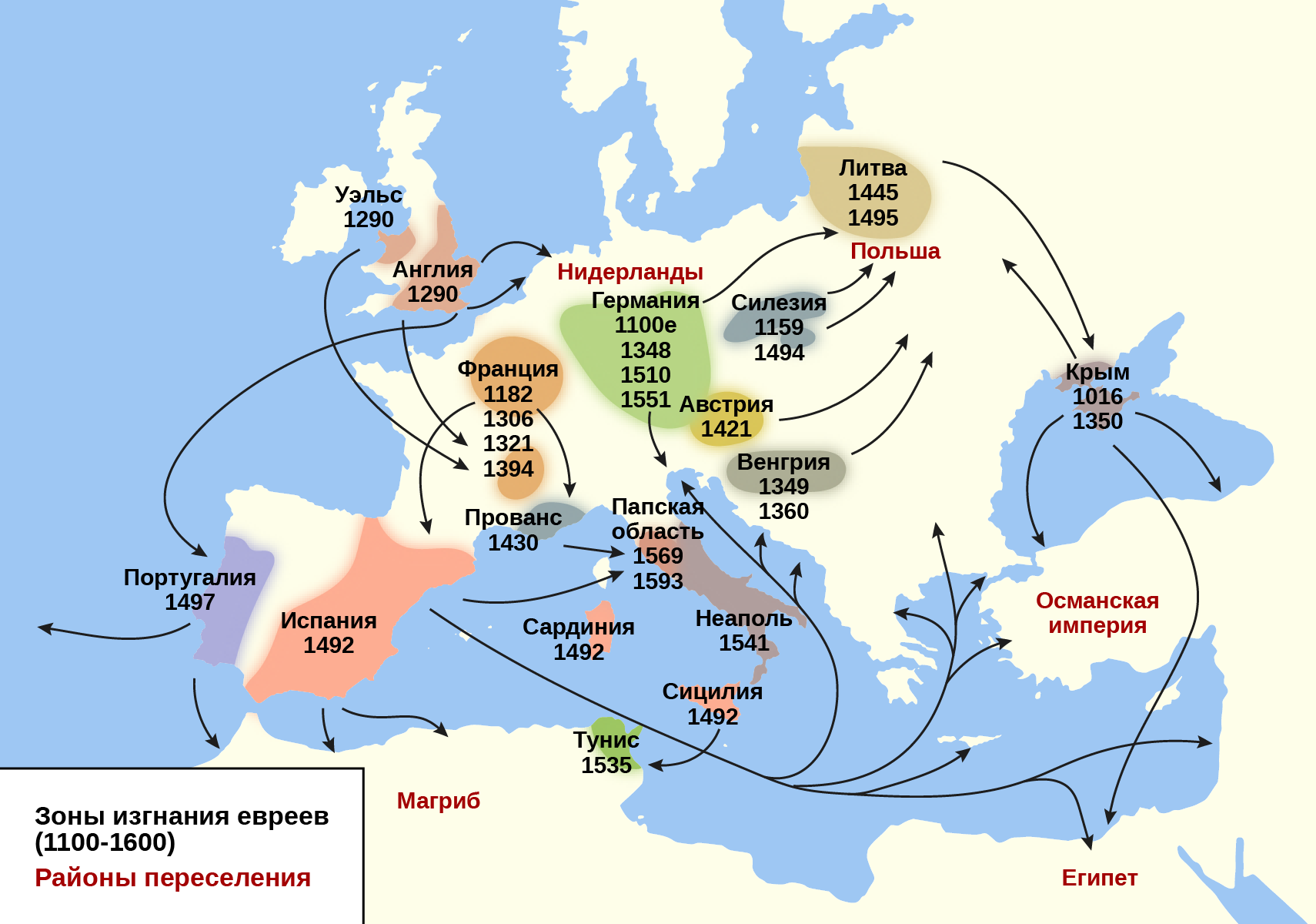
Изгнания евреев в Средние века

### Изгнание с Аравийского полуострова
В VII веке в городе Медина проживало 3 еврейских племени (бану Кайнука, бану Надир и бану Курайза). В 622 году в Медине появился мусульманский пророк Мухаммед. В результате конфликта между мусульманами и евреями племена бану Кайнука и бану Надир были изгнаны из Медины. В 627 году практически все мужчины племени бану Курайза были казнены, а женщины и дети проданы в рабство.
В 628 году войска Мухаммеда вторглись в оазис Хайбар в 150 километрах от Медины, в котором проживали евреи и в который переселилось племя бану Надир. Мухаммед конфисковал все земли, которые принадлежали исповедовавшим иудаизм племенам. Его преемник, халиф Умар ибн Хаттаб в начале 640-х годов приказал всем евреям покинуть центральные и северные области Аравийского полуострова, включая Хайбар. Запрет евреям проживать в этой области сохраняется по настоящее время.

### Византия
В период персидско-византийской войны (602—628) евреев преследовали обе стороны. После занятия Иерусалима персами многие евреи были там распяты, а оставшиеся в живых изгнаны. После возврата города под контроль Византии евреи по приказу императора Ираклия I вновь были изгнаны из города, а иудаизм был практически объявлен вне закона.
Весной 1097 года в Херсоне еврейский купец купил у половцев группу захваченных ими близ Киева пленников, среди них оказался монах Киево-Печерской лавры Евстратий Постник, который вскоре умер в плену (согласно преданию — убит хозяином за нежелание отказаться от Христа). Церковь объявила Евстратия святым, «умученным на Пасху жидами». Эпарх Херсона (крещёный иудей) был казнён по указу императора вместе с купцом, купившим монаха. Итогом этого скандала стало изгнание из города всех еврейских торговцев и конфискация их имущества. В истории есть сведения о насильственных крещениях в Византии (в частности, по указу императора Льва III в 720-е годы), однако о проведении данного указа в жизнь и связи его с переселением евреев в другие страны сведений почти нет. Историки полагают, что в целом в Византийской империи евреи не подвергались изгнаниям.

### Преследование в Европе
В Европе гражданский статус, обеспеченный римским правом, постепенно менялся на феодальную зависимость, но принести присягу вассала могли только христиане. Таким образом, евреи оставались вне защиты закона и полностью зависели от благосклонности правителей. Христианская церковь в Средние века принимала участие в преследовании иудеев как иноверцев и принуждала к принятию христианства. Поскольку им запрещалось владеть землей, то они чаще всего занимались торговлей или ростовщичеством. Это подогревало недовольство местного населения и провоцировало погромы и изгнания. Евреев обвиняли в распространении болезней, неурожаях и других бедствиях. В Средневековье на евреев начали возводить кровавый навет — обвинение в убийствах христиан в ритуальных целях. Практически именно в это время родилась легенда о «Вечном жиде» — еврее-скитальце, который нигде не может найти спокойного пристанища. Хроники конца VI — начала VII веков описывают систематические изгнания евреев.
Киевская Русь
В 1113 году в Киеве произошёл крупный еврейский погром, после которого, как писал в «Истории Российской» Василий Татищев, князья постановили, что «ныне из всея Русския земли всех жидов выслать и со всем их имением, и впредь не впушать, а есть ли тайно войдут, вольно их грабить и убивать… С сего времени жидов на Руси нет». Лев Тихомиров в 1892 году утверждал, что евреи вернулись в юго-западные города примерно к XIII веку, а Михаил Стельмашенко в 1911 году писал, что «ни один поместный летописец не упоминает о них до начала XV века».
Англия
В Норвиче в 1144 году произошёл первый зафиксированный в истории случай кровавого навета. С сентября 1189 по март 1190 года по стране прокатилась волна антиеврейских погромов, связанная с коронацией Ричарда I. В дальнейшем еврейские общины Англии пострадали во время Баронской войны (1263—1267).
18 июля 1290 года король Англии Эдуард I издал указ об изгнании из страны всех евреев (число которых в стране на тот момент не превышало 4000). Большинство беженцев переехали во Францию, Фландрию и Германию. Указ был отменён только в 1652 году Оливером Кромвелем.
Испания
Началом преследования евреев стало принятие в 589 году королём Реккаредом I католичества. После этого под давлением духовенства началось принятие антиеврейских законов. В 613 году все испанские евреи, отказавшиеся принять крещение, были вынуждены покинуть страну по приказу короля Сисебута. Остальные спустя несколько лет были обращены в рабство. В дальнейшем в 620-е годы при короле Свинтиле изгнанникам позволили вернуться. При короле Хинтиле гонения возобновились и Шестой собор в Толедо в 638 году постановил, что лишь католики могут жить в Испании. Часть евреев приняла христианство, остальные вновь вынуждены были покинуть страну.
В XIV веке в христианской Севилье начались антиеврейские выступления. С 1378 года архиепископ Фелипе Мартинес выступал с антиеврейскими проповедями и призывами к насилию. 4 июня 1391 года в Севилье начался антиеврейский погром. Было убито около 4000 человек, множество евреев приняли насильственное крещение. Погромы перекинулись на другие города Кастилии и Арагона. Часть испанских евреев переселилась в Португалию, Алжир и Марокко.
После завоевания Гранады весной 1492 года королевская чета Фердинанд II Арагонский и Изабелла I Католическая подписала указ (Альгамбрский декрет), обязывающий евреев в течение четырёх месяцев (до 31 июля) креститься или покинуть страну. Всякий некрещёный еврей, оставшийся в Испании после этого срока, объявлялся вне закона. Евреям разрешили продать своё имущество и взять с собой некоторые вещи, за исключением золота, серебра, жемчуга и драгоценных камней. Недвижимость продавать не разрешалось. До 31 июля всех евреев выселить не удалось, срок был продлён до 2 августа. Число изгнанников оценивается разными историками от 50 до 300 тысяч. Скорее всего, 50 тысяч является очень заниженной цифрой, поскольку ряд источников указывает, что только в Португалию из Испании переселилось от 100 до 120 тысяч евреев, а ещё 200 тысяч — в Турцию, Италию и Северную Африку. Формально Альгамбрский декрет был отменён лишь конституцией, принятой в 1876 году.
Франция
В 590-е годы евреев из Франции изгнал король Хильперик, в 620-е — король Дагоберт. Преследования продолжились в 1007 году, когда епископ Лиможа Альдуин потребовал от евреев, проживавших на территории его епархии, немедленно креститься или покинуть Лимож. Большинство евреев покинули город.
В 1182 году король Франции Филипп II Август опубликовал указ об изгнании из Франции всех евреев и конфискации принадлежавшей им собственности. Большинство изгнанников нашли прибежище в соседних с Францией графстве Шампань, королевстве Прованс, графстве Венессен и других местах.
19 июля (или 22 июля) 1306 года король Филипп Красивый издал указ о выселении евреев из Франции и конфискации всей их собственности. На выселение был дан один месяц. Евреев изгнали также Лотарингия, Савойя, Дофине, Франш-Конте. Большинство из евреев переехало в южные провинции, неподвластные королю. 28 июля 1315 года Людовик X разрешил евреям вернуться во Францию при условии уплаты большого выкупа.
В 1394 году король Карл VI вновь запретил евреям жить во Франции за «прегрешения евреев перед святой верой». Евреи вновь бежали в южные провинции. В конце XV века эти земли вошли в королевский домен и евреев изгнали оттуда тоже. После этого евреев во Франции не было три столетия.
Швейцария
В 1287 году в Берне произошёл погром, в 1290-х годах — кровавый навет и изгнание евреев. 10 января 1347 года власти Базеля обвинили евреев в эпидемии чумы. 600 евреев сожжено, 200 еврейских детей обращено в христианство, кладбище разрушено, синагога сожжена, евреи изгнаны из страны. По другим данным, первое обвинение в распространении чумы произошло в 1348 году городе Шийон, где под пытками несколько человек призналось в отравлении колодцев. Это послужило поводом для массовых казней и изгнаний евреев по всей Швейцарии. Дискриминационные запреты в отношении евреев были отменены в Швейцарии только в конце XIX века.
Германия
Конец XIII—XIV века в истории евреев Германии названы «мученическими». В это время еврейские общины подвергались многочисленным преследованиям и погромам. Было уничтожено более 300 общин, евреи были изгнаны из большинства городов Германии. В связи с многочисленными случаями кровавых наветов римский папа Иннокентий IV в 1247 году издал буллу, в которой отмечал, что «участь евреев под властью таких князей и правителей становится, таким образом, ещё более ужасной, чем участь их предков в Египте под властью фараонов. Из-за этих преследований они вынуждены покидать те места, где предки их жили с древнейших времен». Но и папская булла не спасала евреев от нападок и погромов. Так, навет в осквернении гостии в Кноблаухе в 1510 году повлёк за собой казнь 38 евреев и изгнанию остальных со всей территории Бранденбургского княжества.
Множество евреев из Германии переселялось в Польшу, где к XVI—XVII векам возникли многочисленные еврейские общины.
Австрия
В 1420 году по приказу Альбрехта V все евреи Австрии были арестованы. 270 человек были сожжены на костре по обвинению в осквернении гостии в Энсе. Все остальные, за исключением согласившихся креститься, были высланы из страны, их собственность конфискована.
Португалия
В 1487 году муниципальные советы Лиссабона и ряда других городов приняли постановления об изгнании евреев. Однако эти постановления были отменены королём Жуаном II. В 1492 году 120 000 евреев бежали в Португалию из Испании. Через год в связи со вспыхнувшей среди переселенцев эпидемией чумы Жуан II потребовал от испанских евреев покинуть Португалию. Те, кто не смог уехать из-за высокой платы за перевозку на португальских кораблях, были проданы в рабство.
В декабре 1496 года король Мануэл I издал декрет об изгнании евреев из Португалии и обязательном крещении всех детей. 20 000 евреев покинули страну. Оставшиеся были подвергнуты насильственному крещению согласно декрету от 19 марта 1497 года. Однако даже крещение и специальный «охранный» указ короля принятый в мае 1497 года не спасали евреев от преследований и погромов. В 1506 году в Лиссабоне было убито 2000 человек. В связи с большим количеством подобных акций Мануэл I указом от 1 марта 1507 года. позволил насильственно крещённым евреям покидать страну и даже вывозить имущество, что ранее было запрещено. Бегство евреев из Португалии продолжалось до начала XVII века.
Литва
В 1495 году князь Александр объявил об изгнании евреев из Литвы. Недвижимое имущество изгнанников было объявлено собственностью князя и частично роздано христианам. В 1501 году евреям разрешили вернуться и даже возвратили отнятое имущество.

## В Новое и Новейшее время
В XVII веке изгнания происходили реже, однако ряд войн и восстаний также негативно отразился на судьбе евреев в Европе.
Начиная с 1593 года на Украине произошёл ряд казацких восстаний, сопровождавшихся антиеврейскими погромами, а в 1648 году произошло восстание Богдана Хмельницкого, во время которого еврейские общины Украины подверглись массовому истреблению. С мая 1648 года началось бегство еврейского населения из местечек Киевской и Житомирской областей в укрепленные города. Часть евреев, спасаясь от казаков, покинула Левобережье после битвы под Корсунем вместе с отрядом князя Иеремии Вишневецкого. В городах, захваченных казаками, творились массовые и жестокие расправы над евреями и поляками. Оставшихся в живых казаки продавали в рабство татарам. Пленных евреев впоследствии выкупали общины Османской империи. Выжившие в ходе восстания евреи бежали с Украины в Литву, внутренние области Польши, Пруссию, Силезию и далее.
23 апреля 1615 года Людовик XIII издал указ об изгнании евреев из Франции в течение месяца под страхом смерти. Евреям было запрещено жить не только во Франции, но и в её колониях.
В первой половине XVIII века в Российской империи было издано два указа о высылке евреев из России: 26 апреля 1727 года и 2 декабря (13 декабря по новому стилю) 1742 года. Первый указ императрицы Екатерины I требовал «Жидов, как мужеска, так и женска пола, которые обретаются на Украине и в других Российских городах, тех всех выслать вон из России за рубеж немедленно, и впредь их ни под какими образы в Россию не впускать» с указанием «при отпуске их смотреть накрепко ж, чтобы они из России за рубеж червонных золотых и ни каких Российских серебряных монет и ефимков отнюдь не вывезли», второй указ императрицы Елизаветы Петровны, фактически дублируя указ Екатерины, дополнял его возможностью вернуться исключительно при условии принятия христианства: «разве кто из них захочет быть Христианской вере Греческого исповедания; таковых крестя в Нашей Империи, жить им позволить, токмо вон их из Государства уже не выпускать».
Во второй половине XVIII века состоялся раздел Польши между Пруссией, Австрией и Россией. В результате множество евреев проживавших на территории бывшей Польши оказались под российской юрисдикцией. В 1783 году евреям Беларуси было запрещено жить в деревнях, поскольку они были приписаны к городскому (мещанскому) сословию. 21 января 1786 года был издан сенатский указ, который разрешал евреям временно жить в деревнях. Евреи-купцы из Беларуси при этом обладали привилегией свободного передвижения в отличие от других представителей этого сословия. После появления их в Москве и Смоленске по жалобе христианских купцов в 1791 году был принят императорский указ о запрете евреям селиться за пределами нескольких западных губерний. Этот указ положил начало черте оседлости. В 1795 году был опубликован правительственный указ, по которому все жившие в деревнях евреи были приписаны к городам, а затем евреев изгнали из деревень. Наконец 13 апреля 1835 года был опубликован указ Сенату, согласно которому евреям разрешалось селиться в 6 западных губерниях и двух областях свободно, в 10 губерниях с существенными ограничениями (например, с запретом жить в губернских городах), в прочих местах поселение запрещалось.

## XIX — начало XX веков
XIX и начало XX века ознаменовались массовыми еврейскими погромами в Российской империи, а также во время Гражданской войны в России. Первая мировая война также негативно отразилась на жизни еврейского населения — власти в массовом порядке выселяли евреев из прифронтовой полосы как ненадёжный элемент. Множество евреев эмигрировало из России, в том числе почти 200 тысяч — в Палестину, но большинство — в США. Как полагают историки, антисемитизм в XIX веке стал в России государственной политикой.
В 1821, 1859, 1871 годах в России в Одессе и в 1862 году в Аккермане (Белгород-Днестровский) произошли еврейские погромы, участниками которых были местные греки. Поводом к первому погрому послужили слухи о причастности евреев к убийству в Стамбуле греческого православного патриарха Григория.
В 1881—1882 годах на юге России произошли массовые погромы, связанные с убийством народовольцами царя Александра II. 13-16 декабря 1881 года состоялся погром в Варшаве. Власти практически поощряли погромщиков, не принимая мер для защиты еврейского населения.
В 1870-х годах около 30 тысяч российских евреев бежали в США, спасаясь от преследований. В дальнейшем темпы эмиграции быстро нарастали: с 1881 по 1900 годы в США въехало ещё 600 тысяч евреев. Евреям, покинувшим Россию, было запрещено возвращаться обратно. Переезд евреев в Великобританию был приостановлен «Законом об иммиграции иностранцев» в 1905 году.

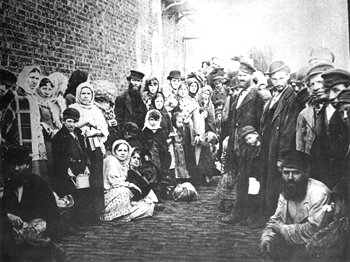
Еврейские беженцы из России в порту Ливерпуля, 1882 год

3 мая 1882 года были введены так называемые «Майские законы». Они отменили некоторые принятые ранее при Александре II нормативные акты, разрешавшие некоторым категориям евреев проживать вне черты оседлости. После этого состоялось очередное изгнание евреев из крупных городов. В самой черте оседлости евреям было запрещено селиться, арендовать и приобретать недвижимость вне городов и местечек.
В связи с этими событиями около 35 тысяч евреев из России и Румынии переселилось в Палестину, составив так называемую Первую Алию. Турецкие власти видели в новых поселенцах угрозу и в июне 1882 года издали закон, запрещавший поселение в стране евреев — выходцев из Восточной Европы. Однако, с помощью взяток и юридических уловок закон обходили. 28 марта 1917 года турецкие власти изгнали из Яффо и его предместий всех евреев, мотивируя это приближением английской армии. Беженцами стали около 5000 человек.
Погромы в России прошли также в 1890-х годах. По заявлению нижегородского губернатора «… в народе сложилось убеждение в полной безнаказанности самых тяжелых преступлений, если только таковые направлены против евреев». 28 марта (по другим данным 29 марта) 1891 года по докладу министра внутренних дел России Игнатьева был принят императорский указ об изгнании всех евреев из Москвы и Московской губернии. Было выселено от 17 до 20 тысяч евреев-ремесленников, живших там на основании закона от 1865 года. Высылка сопровождалась гонениями и массовыми жестокостями, описанными современниками.

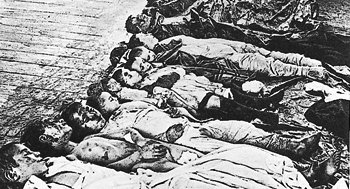
Еврейские дети — жертвы погрома в Екатеринославе в 1905 году

В начале XX века преследования и погромы евреев в России и Восточной Европе продолжились. В 1903 году произошёл крупный погром в Кишинёве. После опубликования царского манифеста от 17 октября 1905 года 660 населённых пунктов южных и юго-западных губерний в «черте оседлости» были охвачены погромами, продолжавшимися до 29 октября. В том числе 18-20 октября 1905 года произошёл крупный еврейский погром в Ростове (150 убитых). Крупнейший погром начала века произошёл 19-22 октября 1905 года в Одессе. По разным оценкам в Одессе было убито от 300 до 800 человек и несколько тысяч было ранено, разгромлено около 1600 домов.
В 1907 году в Румынии произошло крестьянское восстание также сопровождавшееся погромами.
Эти события стали катализатором нового потока беженцев и переселенцев в Палестину, так называемой Второй Алии — около 40 тысяч человек. Из России за период 1881—1914 годы эмигрировало 1,98 миллиона евреев, а включая Восточную Европу — 2,4 млн.
Во время Первой мировой войны около 500 тысяч евреев было насильственно выселено из прифронтовых губерний и переселено во внутренние губернии России. Это стало фактической отменой «черты оседлости». Для оказания помощи жертвам погромов и выселений в 1915 году был создан Еврейский комитет помощи жертвам войны (ЕКОПО). К концу 1916 года Еврейский комитет помощи жертвам войны оказал помощь 240 тыс. беженцев и вынужденных переселенцев.
Серьёзно пострадали от погромов еврейские общины в период Гражданской войны в России: только число убитых в 1520 погромах в период 1918—1920 годов составило по разным данным от 100 до 200 тысяч человек.
После окончания Первой мировой войны с 1919 по 1923 годы в Палестине поселилось ещё около 35 тысяч евреев, в основном из Восточной Европы. Они составили так называемую Третью Алию.
Четвёртая волна репатриации евреев в Палестину состоялась с 1924 по 1931 годы и составила по разным источникам от 67 до 80 тысяч человек. Она включала в себя в основном выходцев из Польши и других стран Восточной Европы, принадлежавших к среднему классу. За эти же годы из-за экономического кризиса Палестину покинуло около 23 тысяч евреев.
В 1881—1914 гг. Россию покинули 1,98 млн евреев, из них 78,6 % эмигрировали в США. За 1880—1924 годы в США прибыли 2,5 млн евреев из Восточной Европы, главным образом из России.
По переписи 1939 года в СССР было 3,02 млн евреев. А после включения в СССР стран Прибалтики, Западной Украины и Молдовы добавилось ещё 2,2 млн человек.

## Нацистские преследования

### 1933—1939 годы
В современной истории еврейские беженцы обычно рассматриваются с 1930-х годов, когда к власти в Германии и некоторых других странах Европы пришли праворадикальные режимы, проводившие антисемитскую политику. Эти события привели к появлению сотен тысяч еврейских беженцев. До начала Второй мировой войны Германию, Австрию и Чехословакию покинуло от 350 тысяч до 400 тысяч евреев. Из 235 тысяч еврейских иммигрантов в Палестине с 1932 по 1939 годы примерно 60 тысяч были немецкими евреями.
Начало массовым преследованиям евреев в Германии было положено 1 апреля 1933 года, когда был проведен первый общенациональный бойкот всех еврейских предприятий в стране. Основным инструментом антиеврейской политики 1933—1935 гг стало антиеврейское законодательство.
С апреля по декабрь 1933 года был принят целый ряд нормативных актов и мероприятий, направленных против еврейской интеллигенции с целью «исключить влияние евреев на общественную жизнь». 7 апреля 1933 года был принят «Закон о восстановлении профессионального чиновничества», в соответствии с которым было предписано уволить всех неарийских чиновников, за редким исключением. 25 апреля были введены квоты на приём евреев в учебные заведения, а 10 мая произошло публичное сожжение книг еврейских и антинацистских авторов. Расовые ограничения коснулись медиков, адвокатов, нотариусов, профессоров, редакторов и др.
Вершиной антиеврейского законодательства стали принятые 15 сентября 1935 года так называемые Нюрнбергские расовые законы. Евреи были лишены немецкого гражданства, смешанные браки были запрещены. В дальнейшем к законам принимались поправки, а все прочие расистские правовые нормы составлялись как дополнение к этим законам.
На экономическом уровне проводилась политика «ариизации» — передача имущества в руки лиц немецкого происхождения. На этом этапе «ариизация» не была связана с прямым насилием и силовым изъятием имущества, однако на евреев оказывалось прямое и косвенное давление с целью продажи ими своей собственности.
Вытеснение евреев сопровождалось их почти тотальным ограблением при эмиграции. Политика нацистов по изъятию имущества ужесточалась с 25 % в 1933 году до почти 90 % к 1938 году. С 1933 по 1937 годы из Германии эмигрировало 130 тысяч евреев.
В марте 1938 года Германия присоединила к себе Австрию. Австрийские евреи также стали объектом преследований. В апреле в Вене был создан «Еврейский эмигрантский центр» под руководством Адольфа Эйхмана. До войны из Австрии уехало 100 тысяч евреев.
Историки отмечает, что в 1938 году политика принудительной эмиграции евреев проводилась также правительством
Польши.

#### План Рабли — Шахта — Вольтата
15 декабря 1938 года руководитель Межправительственного комитета по делам беженцев Джордж Рабли по поручению Рузвельта встретился в Лондоне с Ялмаром Шахтом, известным немецким промышленником и президентом Рейхсбанка. За спасение евреев Шахт потребовал 3 млрд немецких марок, что равнялось 1 млрд 200 млн долларов. В январе 1939 года Герман Геринг поручил дальнейшее ведение переговоров с Рабли советнику Министерства экономики Гельмуту Вольтату. В феврале 1939 года Вольтат заявил о готовности принять план эмиграции 150 тысяч трудоспособных евреев в течение 3-5 лет. Затем за ними должны были последовать семьи и иждивенцы. В этот период Германия обязалась не оказывать давление на оставшихся евреев. Финансирование плана предполагалось провести из конфискованного у евреев капитала и дополнительной международной помощи. Однако из-за нарушения договоренностей со стороны германских властей и неготовности в США и других странах к приему беженцев план Рабли не был реализован.

#### Преследования в Чехословакии
В марте 1939 года Чехия была объявлена протекторатом Германии, а Словакия стала её союзником. Там также начались преследования евреев. 27 июля 1939 года Адольф Эйхман открыл в Праге отделение Центрального бюро по еврейской эмиграции. С эмигрантов взимали очень большой эмиграционный сбор, фактически означавший конфискацию имущества. Общая стоимость собственности, реквизированной нацистами у евреев Богемии и Моравии, составила около 12 млрд чехословацких крон. К октябрю 1941 года, когда нацисты окончательно запретили эмиграцию, Богемию и Моравию покинули 26 629 (по другим данным 43 000) человек. Оставшиеся евреи были заключены в гетто, 75 765 из них погибло.

#### Международная реакция

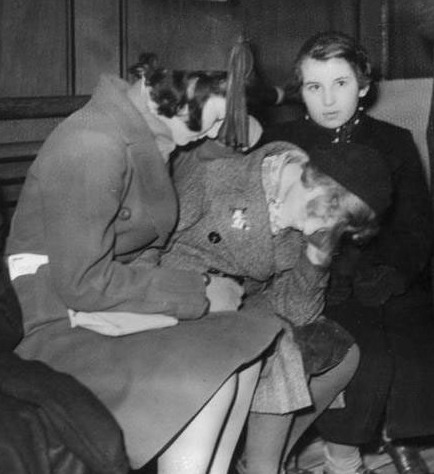
Беженцы-подростки в Эссексе, Великобритания. 2 декабря 1938

В октябре 1933 года Ассамблея Лиги Наций создала для еврейских беженцев из Германии специальное ведомство Верховного комиссара по делам беженцев. Его руководителем стал американский профессор и журналист Джеймс Гровер Макдоналд. Он начал борьбу за объединение усилий по финансированию помощи, поскольку Лига Наций непосредственно не финансировала эту работу и против ограничений на иммиграцию беженцев. За 2 года работы он помог расселить в Палестине 80 тысяч еврейских беженцев. Макдоналд пытался убедить Лигу наций осуществить прямое вмешательство, но эти попытки остались безуспешными. 27 декабря 1935 года Макдоналд подал в отставку
С 5 по 16 июля 1938 года по инициативе президента США Ф. Д. Рузвельта была созвана Эвианская конференция, посвящённая проблеме беженцев, в которой приняли участие представители 32 стран. Из участников конференции только Доминиканская Республика изъявила желание принимать беженцев и предоставить им для этого землю. Европейские страны, США и Австралия заявили, что у них нет возможности расширить квоты. Великобритания категорически отказалась от приёма беженцев как в метрополии, так и в Палестине. Итогом Эвианской конференции было создание Межправительственного комитета по делам беженцев, который действовал до апреля 1943 года. В целом Эвианская конференция проблему беженцев не решила.
Для евреев Третьего рейха, по известному высказыванию Хаима Вейцмана (впоследствии — первого президента Израиля), «Мир разделился на два лагеря: на страны, не желающие иметь у себя евреев, и страны, не желающие впускать их в свою страну».
В декабре 1938 года Великобритания разрешила въезд в страну 10 тысяч еврейских детей без родителей — так называемая программа «Киндертранспорт». Программа была прервана с началом Второй мировой войны в сентябре 1939 года.

#### Статистика эмиграции
Еврейская эмиграция из Центральной Европы в 1933—1939 годах:
| Год   | Германия | Австрия | Чехословакия (Богемия, Моравия) | Общее кол-во |
| ----- | -------- | ------- | ------------------------------- | ------------ |
| 1933  | 37 000   | —       | —                               | 37 000       |
| 1934  | 23 000   | —       | —                               | 23 000       |
| 1935  | 21 000   | —       | —                               | 21 000       |
| 1936  | 25 000   | —       | —                               | 25 000       |
| 1937  | 23 000   | —       | —                               | 23 000       |
| 1938  | 47 400   | 62 958  | —                               | 110 358      |
| 1939  | 68 000   | 54 451  | 43 000                          | 165 451      |
| Всего | 244 400  | 117 409 | 43 000                          | 404 809      |

### Вторая мировая война
С началом вторжения германской армии в Польшу 1 сентября 1939 года поток еврейских беженцев из этой страны устремился на восток. Вначале СССР не препятствовал польским евреям, однако затем закрыл границы и бегущих евреев высылал обратно на территорию, занятую немцами, которые этих евреев зачастую расстреливали на месте. Огонь по беженцам, по свидетельствам очевидцев, открывали также советские пограничники. Впоследствии, в феврале 1940 года СССР ответил отказом на предложение Германии переселить немецких и австрийских евреев в Биробиджан и Западную Украину.
21 сентября 1939 года началось изгнание евреев с польских территорий, присоединенных к Германии. С октября 1939 года по март 1940 года из Гданьска, Западной Пруссии, Познани, Верхней Восточной Силезии, Вены и Моравска-Остравы в район Люблина было выселено около 95 тыс. евреев.
Осенью и зимой 1939 года приблизительно 15 000 польских евреев бежали из Польши в Литву и нашли временное пристанище в Вильнюсе. В конце 1940 — начале 1941 годов 2100 евреям из этой группы беженцев удалось уехать на Дальний Восток — до Шанхая и Японии. Помощь этим беженцам оказали голландский посол в прибалтийских странах Л. П. Дж. Декер и вице-консул Японии в Литве Тиунэ Сугихара v Всего благодаря Сугихара с октября 1940 года по август 1941 года в Японию въехали 3489 еврейских беженцев из Европы. В начале 1941 года МИД Японии разрешил беженцам остаться на территории Японии или в оккупированных районах Китая.
В начале 1940 года в Белоруссии было зарегистрировано 65 796 еврейских беженцев из Польши. Общая численность еврейских беженцев из западной части Польши в СССР оценивается по разным источникам от 200 до 500 тысяч человек.
Многие из них были репрессированы и переселены в Сибирь. Так, 8800 еврейских беженцев из Польши оказались в Коми АССР.

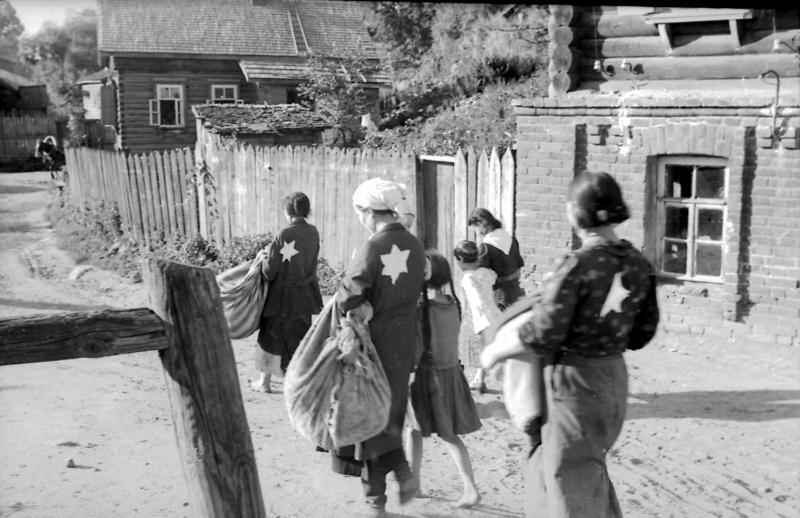
Выселение евреев в Могилёве в июле 1941 года

После нападения Германии на СССР и оккупации западной части страны, проживавшие на Украине, в Белоруссии и Прибалтике евреи также оказались жертвами нацистских преследований. Некоторая часть из них успела эвакуироваться на восток и юг страны. Реально в советский тыл было эвакуировано примерно 1,2-1,4 млн евреев.
В городах на оккупированной территории создавались еврейские гетто, куда нацисты под угрозой смерти сгоняли всё еврейское население города и окрестностей. На территории СССР крупнейшими гетто были гетто во Львове (409 тысяч человек, существовало с ноября 1941 по июнь 1943 года) и Минске (около 100 тысяч человек, ликвидировано 21 октября 1943 года). В дальнейшем население гетто уничтожалось или вывозилось в лагеря смерти.
Численность советских евреев, оказавшихся на территории оккупированной немцами, составила 2,75—2,90 млн человек, почти все они погибли. Так, уже к декабрю 1941 года 80 % из 300 000 евреев Прибалтики были убиты нацистами и их пособниками.

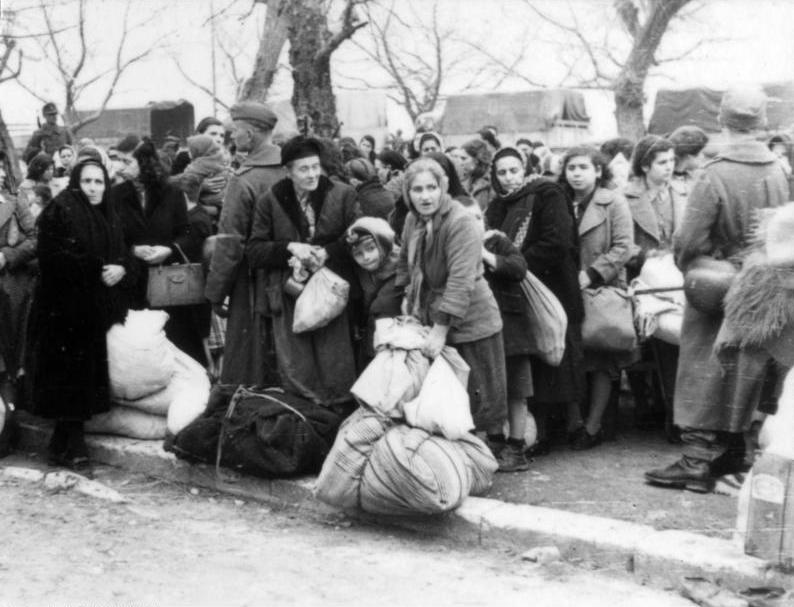
Депортация евреев Греции. Янина, 25 марта 1944 года

В это же время были созданы еврейские гетто на территории оккупированных стран Восточной Европы, в первую очередь в Польше. В них также принудительно под угрозой смерти переселяли всех евреев, в том числе евреев из Западной Европы.
Например, из Франции нацисты и их пособники депортировали почти 76 тысяч евреев и только 3 % из них пережили Холокост. 100 тысяч голландских евреев погибли в лагерях уничтожения. Всего было создано около 800 гетто, в которых содержалось не менее миллиона евреев. Большинство евреев, переселённых в гетто в Европе, были убиты нацистами.
19-30 апреля 1943 года состоялась англо-американская Бермудская конференция, посвящённая проблеме беженцев из оккупированных нацистами стран. На Бермудской конференции не удалось даже отменить Белую книгу 1939 года, ограничивающую еврейскую иммиграцию в Палестину совершенно ничтожной по сравнению с общим числом беженцев цифрой 75 тысяч человек за 5 лет, хотя это было одним из важнейших требований еврейских организаций. Единственное достижение Бермудской конференции — возобновление деятельности Межправительственного комитета по делам беженцев, который был создан на Эвианской конференции.
К 1 октября 1943 года менее чем за три недели 7 тысяч евреев Дании силами датского антинацистского подполья были перевезены в нейтральную Швецию. Нацистам удалось депортировать в концлагерь лишь 472 датских еврея. В Норвегии удалось спасти 930 из примерно 1800 евреев, также переправив их в Швецию. Шведский дипломат Рауль Валленберг в 1944 году в Венгрии сумел с помощью поддельных документов спасти не менее 20 тысяч евреев.
Последняя крупная попытка спасения евреев была предпринята в 1944 году Рудольфом Кастнером. Он вёл переговоры с нацистами по поводу разрешения выезда евреев с оккупированных территорий в нейтральные страны в обмен на поставку 10 тысяч грузовиков с продуктами для немецкой армии («Кровь за товары»). Соглашение не было достигнуто, однако Кастнер добился выезда 1686 венгерских евреев в Швейцарию, заплатив крупную денежную сумму.

## Статистика приёма беженцев
Страны, принявшие еврейских беженцев в 1933—1943 годах (кроме временно эвакуированных в годы войны вглубь СССР):
| Страна                           | Число принятых (в тыс.) | %    |
| -------------------------------- | ----------------------- | ---- |
| США                              | 190                     | 23,4 |
| Палестина                        | 120                     | 14,8 |
| Англия                           | 65                      | 8    |
| Франция                          | 55                      | 6,8  |
| Нидерланды                       | 35                      | 4,3  |
| Бельгия                          | 30                      | 3,7  |
| Швейцария                        | 16                      | 1,9  |
| Испания                          | 12                      | 1,5  |
| Другие европейские страны        | 70                      | 8,8  |
| Аргентина                        | 50                      | 6,2  |
| Бразилия                         | 25                      | 3,1  |
| Чили                             | 14                      | 1,7  |
| Боливия                          | 12                      | 1,5  |
| Уругвай                          | 7                       | 0,8  |
| Другие латиноамериканские страны | 20                      | 2,4  |
| Китай                            | 25                      | 3,1  |
| Австралия                        | 9                       | 1,1  |
| ЮАР                              | 8                       | 1    |
| Канада                           | 8                       | 1    |
| Другие страны                    | 40                      | 4,9  |
| Всего:                           | 811                     | 100  |

Страны, которые наиболее активно (в процентах по отношению к собственному населению) принимали еврейских беженцев из Третьего рейха до войны — Франция, Бельгия и Голландия, — были сами вскоре оккупированы нацистами и евреям фактически оказалось некуда бежать дальше. Соединённые Штаты, принявшие больше других беженцев по общей численности, по мнению многих комментаторов, при желании могли спасти гораздо больше, поскольку по отношению к численности населения приняли совершенно ничтожное число людей — 1/1000. Общее число евреев — перемещённых лиц оценивается примерно в 7 миллионов человек, большинство из них погибли.

### Препятствия беженцам

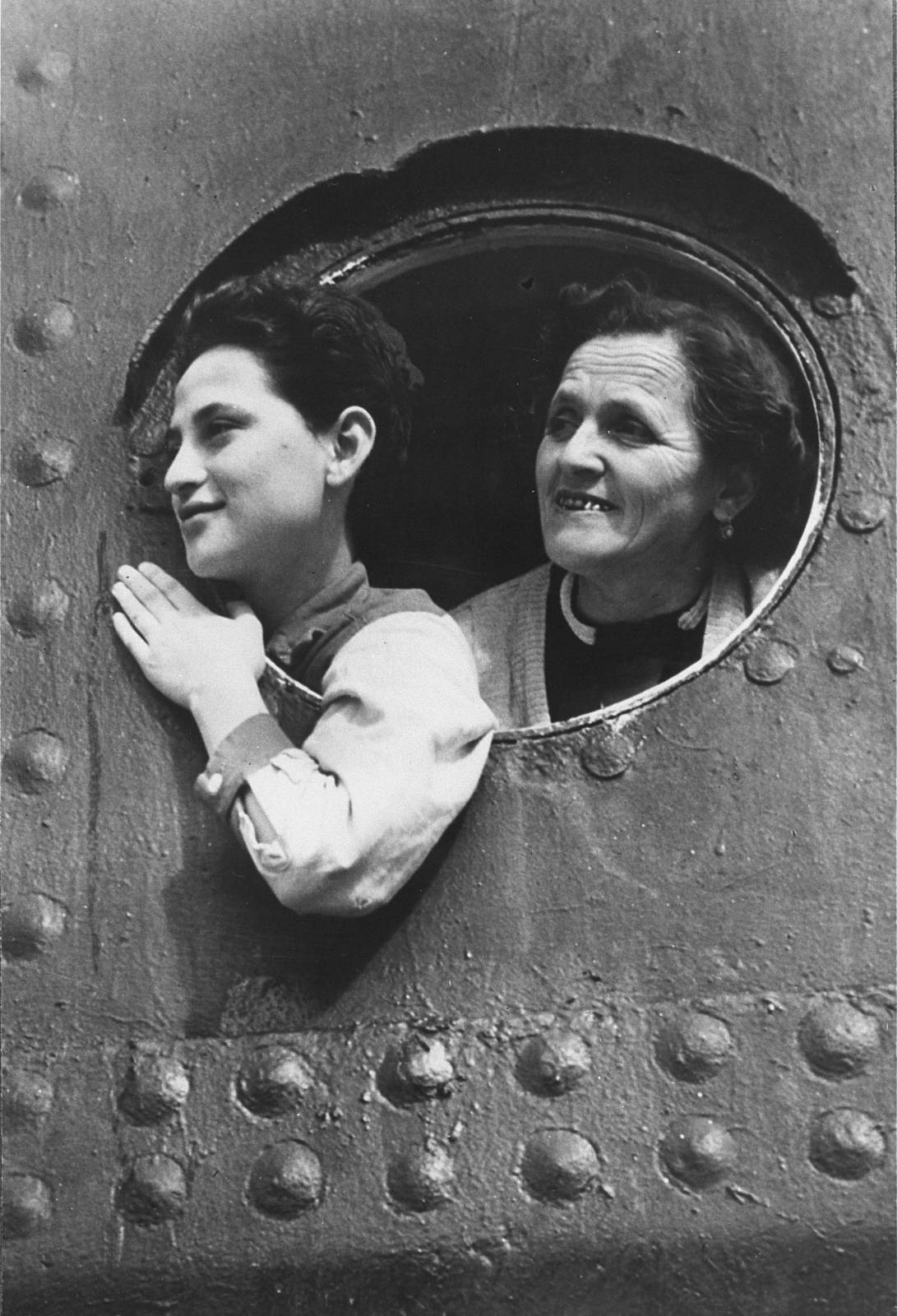
Еврейские беженцы на борту парохода «Сент-Луис»

Многие страны, опасаясь наплыва беженцев, чинили препятствия и не давали им разрешений на въезд. Даже известия о массовых убийствах евреев нацистами не стали основанием для пересмотра антииммиграционной политики.
Наиболее известным примером антииммиграционной политики по отношению к еврейским беженцам стала судьба парохода «Сент-Луис», который 13 мая 1939 года вышел из Гамбурга на Кубу имея на борту 936 пассажиров, в том числе 930 евреев. Евреям не удалось высадиться ни на Кубе, ни в США, ни в странах Латинской Америки. Судно было возвращено в Европу. В результате, по оценкам, из пассажиров «Сен-Луис» Холокост и войну пережило лишь около 680 человек — 288 из высадившихся в Англии и 278 из 619 высадившихся в Антверпене и принятых Францией, Бельгией и Голландией.
В 1937 году в связи с невозможностью легальной иммиграции в Палестину большей части еврейских беженцев сионистами была создана организация для нелегальной иммиграции — Моссад ле-Алия Бет. До провозглашения Израиля в 1948 году эта организация нелегально перевезла в Палестину более 16 тысяч евреев до окончания войны и более 70 тысяч с 1945 по 1948 годы.
Белая книга министра колоний Великобритании Малькольма Макдональда была опубликована 7 мая 1939 года после провала Сент-Джеймсской конференции относительно дальнейшей судьбы палестинского мандата. В ней указывалось, что «целью правительства Его Величества является основание в течение десяти лет независимого палестинского государства». В течение последующих пяти лет количество иммигрантов-евреев не должно было превышать 75 000 человек, и еврейское население должно было составить не более 1/3 населения Палестины. Через 5 лет въезд евреев в страну запрещался, «если арабы Палестины будут возражать против иммиграции», а покупка евреями земли запрещалась либо ограничивалась. При этом арабская иммиграция не ограничивалась.
К 1944 году из 75 тысяч иммиграционных виз было использовано только 51 тысяча. Ограничения были незначительно ослаблены и Великобритания разрешила въезд в Палестину еврейских беженцев в количестве до 18 тысяч человек в год.
В то же время в годы второй мировой войны и до неё происходила нелегальная иммиграция евреев в Палестину. Так с 1934 по 1945 год в Палестину нелегально иммигрировало около 75 тысяч человек. Британцы перехватывали корабли с иммигрантами и размещали их в концлагерях, созданных на Маврикии, а в последующем на Кипре. Количество выявленных нелегальных иммигрантов, попавших в страну, вычитали из разрешённой квоты. В то же время иммигранты редко высылались в страны, из которых они бежали. Хагана и другие подпольные еврейские группировки в Палестине пытались препятствовать иммиграционной политике британских властей.
Аналогичную политику против еврейской иммиграции проводили США — за 10-летний период с 1933 по 1943 годы общее число неиспользованных квот в Соединённых Штатах составило 1 244 858. Американский историк Джозеф Телушкин отмечает, что согласно опросам общественного мнения «большинство американцев были против доступа в страну значительного количества еврейских беженцев». Отношение в США к проблеме еврейских беженцев перед вступлением в войну охарактеризовал Хаим Вейцман в книге «Испытания и ошибки», опубликованной в 1949 году:

Это был сущий кошмар, тем более ужасный, что приходилось молчать. Говорить об опасности, в которой находились европейские евреи, на публике, означало «вести пропаганду»

Квинтэссенцией иммиграционной политики Канады считается высказывание одного из сотрудников этого ведомства — в ответ на вопрос, сколько евреев сможет принять Канада, он ответил «Ни одного, даже и это было бы слишком много» (англ. None is Too Many). В результате Канада приняла меньше беженцев, чем любая другая западная страна.
Множество беженцев, особенно из Германии и Австрии стремилось попасть в нейтральную Швейцарию. Однако швейцарские власти опасаясь наплыва беженцев уже во второй половине 1930-х годов запретили иммиграцию и разрешили лишь транзит. С октября 1938 года в паспорта уезжающих евреев по просьбе швейцарского правительства пограничники Третьего рейха ставили штамп «J» — «Jude» (еврей). В августе 1942 года федеральная полиция Швейцарии издала инструкцию, согласно которой «беженцы, ставшие таковыми исключительно из-за преследований на расовой почве, не могут считаться политическими эмигрантами». Множество немецких, австрийских и французских евреев было выдано нацистам или депортировано обратно.
Кроме приёма еврейских беженцев существовала проблема репатриации собственных граждан-евреев, оказавшихся под немецкой оккупацией. Испания после 1943 года создавала серьёзные проблемы для репатриации собственных граждан еврейской национальности из Франции и Греции, хотя им угрожала смертельная опасность. Аналогичные проблемы были с репатриацией турецких евреев.
Переправка евреев морем в годы войны часто заканчивалась гибелью кораблей и пассажиров. Так 24 февраля 1942 года в Чёрном море советской подводной лодкой Щ-213 был потоплен болгарский корабль Струма с 769 беженцами на борту, спасся только один пассажир. 5 августа 1944 года советской подлодкой на пути в Палестину было потоплено румынское судно Мефкура с более чем 300 еврейскими беженцами на борту.

## 1945—1948 годы
После окончания войны большое число беженцев продолжали стремиться в Палестину. К моменту окончания войны в лагерях беженцев в Европе оказалось более 200 тысяч евреев.
В Польше выжившие в Холокосте евреи вновь подверглись гонениям. Нежелание поляков возвращать присвоенное во время войны еврейское имущество и конфликты с новой властью, в рядах которой были в том числе и евреи, стали причинами многочисленных нападений на евреев — с ноября 1944 по декабрь 1945 от таких нападений погиб 351 еврей. Крупнейшей из антисемитских акций был погром в Кельце 4 июля 1946 года, в ходе которого было убито по разным данным от 36 до 47 евреев и ранено около 50. Погром в Кельце вызвал массовую миграцию евреев из Польши. Если в мае 1946 года из Польши уехало 3500 евреев, в июне — 8000, то после погрома в течение июля — 19 000, в августе 35 000 человек. Из уцелевших во время Холокоста 380 тыс. польских евреев к концу 1946 года в Польше осталось 100 тыс. Впоследствии в результате крупной антисемитской кампании в 1967—1968 годах евреи вновь массово эмигрировали из Польши. К началу 1970-х годов их осталось около 6 тысяч. Созданная в Европе еврейская подпольная организация Бриха помогала беженцам добираться до Палестины.
За указанный период в Палестину прибыло 66 судов с 70 000 нелегальных репатриантов. Из них 64 судна были отправлены из Европы и два — из Северной Африки. Однако Великобритания продолжала проводить жёсткую политику ограничения иммиграции по отношению к выжившим жертвам Холокоста, нелегальные беженцы выдворялись в специальные концлагеря созданные на Кипре и Маврикии. На Кипре было интернировано 51 500 человек. Пассажиры судов, перевозивших нелегальных репатриантов, нередко оказывали англичанам ожесточённое сопротивление при депортации, что иногда приводило к жертвам среди беженцев, например трое убитых и 28 раненых при захвате британскими моряками корабля «Исход-1947». Насилие над беженцами и возмущение мировой общественности этими фактами сыграли существенную роль при обсуждении решения о разделе Палестины и создании Государства Израиль.

## Преследования в мусульманских странах в XX веке

### Исторический статус евреев в мусульманских странах
Традиционно немусульмане, в том числе евреи, в мусульманских странах всегда находились в подчинённом положении. Для этих народов существовал дискриминационный статус зимми, основанный на законах, которые были разработаны мусульманскими авторитетами во времена Аббасидов. В 1840 году статус зимми был отменён в Оттоманской империи (охватывавшей тогда многие мусульманские страны Ближнего Востока и Северной Африки). В 1864 году это же произошло в Марокко. Несмотря на декларированное равноправие, дискриминация евреев в Оттоманской империи продолжалась до создания Турецкой Республики. Бат Йеор указывает, что до 1913 года часть марокканских евреев оставались в положении крепостных у мусульманских хозяев. А в Йемене статус зимми существовал до 1948 года.

### Преследования до решения ООН о разделе Палестины
С началом сионистского движения и еврейской иммиграции в Палестину, резко усилились антиеврейские настроения в арабских странах. По мнению философа Умберто Эко, если бы сионисты приняли решение строить еврейское государство не в Палестине, а в ином месте, то арабского антисемитизма не существовало бы. Эко придерживается мнения, что арабский антисемитизм носит «территориальный», а не теологический или расовый характер как в Европе.
В 1922 году правительство Йемена восстановило древний исламский закон о насильственном обращении в ислам еврейских сирот в возрасте до 12 лет.
В 1934 году нацистами был инспирирован погром в алжирском городе Константине. В ходе погрома до 25 евреев погибло и многие были ранены. Среди жертв погрома были девочки, которым отрезали голову, зарезанные младенцы и семьи, запертые в домах и заживо там сожжённые.
В сентябре и октябре 1936 года в Ираке произошли антиеврейские погромы в Багдаде и Басре. С 1939 года в системе образования Ирака евреи стали рассматриваться в качестве «внутреннего врага».
В июне 1941 года, в ходе подавления британцами пронацистского мятежа в Ираке в атмосфере смены властей, в Багдаде произошёл жестокий погром («Фархуд»), продолжавшийся несколько дней и сопровождавшийся массовыми убийствами, изнасилованиями и грабежами. От 150 до 180 евреев было убито, несколько сотен ранено. Погром был подавлен вошедшими в город иракскими войсками, которыми были убиты сотни погромщиков.
После оккупации Ливии Германией в 1942 году, более 2000 евреев жителей еврейского квартала в Бенгази были депортированы в пустыню, где более 20 % из них погибли. Многие евреи Триполи были сосланы в «рабочие» лагеря. Положение евреев почти не улучшилось после оккупации Ливии Великобританией, во время которой насилие против евреев продолжилось. Наиболее серьёзной по последствиям была серия погромов 1945 года, в результате которых в Триполи и других городах погибло более 100 евреев, пять синагог были разрушены.
В 1945 году в результате Каирского погрома в Египте погибло 10 евреев, 350 — было ранено. Еврейская больница и синагога были сожжены.
После объявления Сирией независимости от Франции в 1946 году, усилились атаки против евреев и их имущества. Кульминацией стал Алеппский погром 1947 год, оставивший все еврейские предприятия и синагоги в Алеппо в руинах. Тысячи евреев вынуждены были бежать из страны, а их дома и собственность были захвачены местными мусульманами.

### Преследования после решения ООН о разделе Палестины
Важной вехой в судьбе еврейских беженцев было решение ООН о разделе подмандатной Палестины на два государства — еврейское и арабское. С одной стороны, евреи получили надежду на создание государства, где их не будут притеснять, а с другой это решение послужило сигналом к кампании преследования евреев в арабском мире.
На обсуждение плана ООН по разделу Палестины, египетский делегат Хейка́л Паша́ предупреждал, что создание еврейского государства может вызвать вспышку антисемитизма среди населения арабских стран. Он заявил:

Миллион евреев живут в мире в Египте и других мусульманских странах, пользуясь всеми правами гражданства. Они не имеют никакого желания эмигрировать в Палестину. Однако, если будет создано еврейское государство, то никто не сможет предотвратить беспорядки. Бунты вспыхнут в Палестине, распространятся на арабские государства и могут привести к войне между двумя народами.
Оригинальный текст (англ.)A million Jews live in peace in Egypt [and other Muslim countries] and enjoy all rights of citizenship. They have no desire to emigrate to Palestine. However, if a Jewish State were established, nobody could prevent disorders. Riots would break out in Palestine, would spread through all the Arab states and might lead to a war between two races

После принятия решения ООН о разделе Палестины 29 ноября 1947 года и особенно после провозглашения государства Израиль 14 мая 1948 года в арабских странах началась массовая кампания преследования евреев. В странах арабской Лиги были установлены специальные законы, по которым евреи поражались в правах ещё больше, чем это было ранее.
В 1947—1948 годах прошли еврейские погромы в некоторых арабских странах. Погромы происходили в Марокко (в июне 1948 — 44 погибших, десятки раненых), Сирии (Алеппский погром 1947 года, нет данных о погибших), Ливии (июнь 1948 — 12 погибших, 280 разрушенных домов) и Йемене (Аденский погром 1947 года — 82 погибших, сотни разрушенных домов), в Бахрейне (Манамский погром 1947 года) и ряде других. 70 евреев были убиты и около 200 ранены в Египте бомбами, брошенными в еврейские кварталы с июня по ноябрь 1948 года.
16 мая 1948 года газета New York Times писала:

В мусульманских странах, таких, как Сирия и Ливан, есть тенденция считать всех евреев сионистскими агентами и «пятой колонной». Есть многочисленные случаи насилия. Все говорит о приближении неисчислимых бедствий. В Сирии в ходу экономическая дискриминация. Все евреи уволены из государственных учреждений. Для евреев ограничена свобода передвижения. Установлена охрана на границах для поимки евреев. В Ираке еврей не может покинуть страну без уплаты 20 000 долларов залога… Евреев обвиняют в отравлении источников…

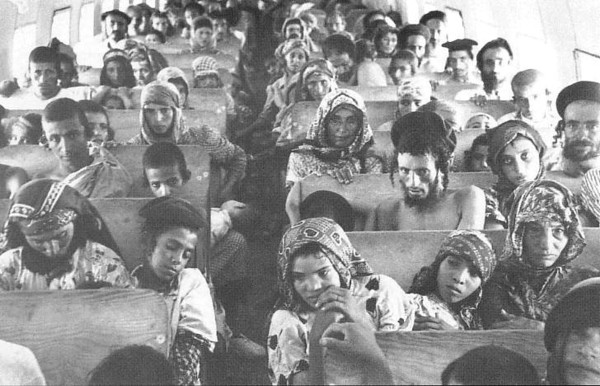
Операция «Ковёр-самолёт» — эвакуация йеменских евреев

В 1949—1950 годах Израиль эвакуировал по воздуху из Йемена 50 тысяч евреев местной общины, стекавшихся со всех концов страны в лагерь «Избавление». Операция получила название «Ковёр-самолёт» или Операция «Орлиные крылья». Начиная с сентября 1949 года самолёты ежедневно перевозили в Израиль по 500 евреев из Йемена. До конца 1949 года в Израиль прибыло 35 тысяч беженцев из Йемена. Последний рейс приземлился в Израиле в сентябре 1950 года.

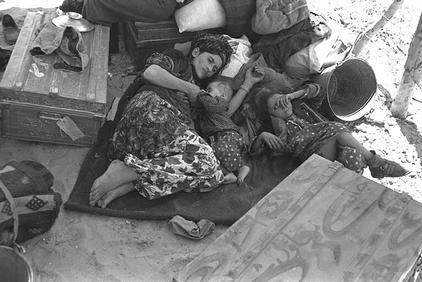
Еврейские беженцы из Ирака в Израиле, 1951 год

С 1948 года евреям было запрещено выезжать из Ирака. В 1950 году в Ираке был принят закон, который разрешил евреям выезд из страны при условии отказа от гражданства, имущества и права на возвращение в будущем. При этом иракское правительство разрешило евреям старше 20 лет взять с собой по 16 долларов, евреям от 12 до 20 лет — по десять, детям до 12 лет — по 6 долларов. В течение трёх лет в Израиль прибыло 123 тысячи иракских евреев.
К 1950 году в результате кампании преследований и погромов Египет покинули 25 тысяч евреев, из них 14 тысяч приехали в Израиль. Положение оставшихся евреев в Египте ухудшилось после прихода к власти Гамаля Абделя Насера в 1954 году. Суэцкий кризис 1956 года привёл к массовым арестам евреев, конфискации их собственности, а несколько тысяч были депортированы. К 1967 году в Египте осталось 3 тысячи евреев, а к октябрю 2008 года их осталось 75—100 человек.
19 июня 1965 года в Алжире пришло к власти правительство Хуари Бумедьена. Евреи были обложены специальными налогами, а Верховный суд Алжира объявил, что евреи лишены защиты закона, начался экономический бойкот еврейских предприятий, синагоги осквернялись и превращались в мечети, еврейские кладбища были разрушены. В 1973 году в Алжире оставалось приблизительно 1000 евреев, а к 1998 году их осталось всего около 80 человек.
Преследования привели к массовому бегству евреев из арабских стран. Этот исход продолжался до середины 1970-х годов. К этому времени евреев в арабских странах почти не осталось.
Доктор права, автор труда «Исламское право и законодательство в арабских странах», Яаков Мерон пишет, что кампания преследований и изгнаний евреев из арабских стран была скоординированной на межгосударственном уровне и началась задолго до появления проблемы арабских беженцев из Палестины.

1 апреля 2008 года Палата представителей Конгресса США одобрила резолюцию, признающую права еврейских беженцев из арабских стран, которые были вынуждены покинуть свои дома после создания государства Израиль
.

### Статистика
Израильские марки, посвящённые Всемирному году беженца (1960)
Число еврейских беженцев из арабских стран оценивается разными источниками примерно 800—900 тысяч человек, оставленное ими имущество — от 100 до 300 миллиардов долларов. В частности, World Organization of Jews from Arab Countries (WOJAC) приводит следующую статистику по численности еврейского населения и беженцам из арабских стран:
| Страна       | Евреев в 1948 году | Евреев к 2004 году | Число иммигрантов в Израиле | Год учёта иммигрантов |
| ------------ | ------------------ | ------------------ | --------------------------- | --------------------- |
| Алжир        | 140 000            | 0                  | 110 000                     | 1960                  |
| Египет       | 100 000            | 90 или менее       | 90 000                      | 1948—1956             |
| Ирак         | 150 000            | 11                 | 125 000                     | 1947—1951             |
| Йемен и Аден | 80 000             | 500 или менее      | 110 000                     | 1948                  |
| Ливан        | 6000               | 0                  | 1000                        | 1948                  |
| Ливия        | 35 000             | 0                  | 33 000                      | 1975                  |
| Марокко      | 300 000            | 4000 или менее     | 250 000                     | 1949                  |
| Сирия        | 40 000             | 100                | 35 000                      | 1948                  |
| Тунис        | 100 000            | 500 или менее      | 75 000                      | 1950                  |
| Всего        | 951 000            | 5400 или менее     | 794 000                     |                       |

По данным Центрального статистического бюро Израиля число иммигрантов из арабских и мусульманских стран Азии и Африки с 1948 по 2007 годы составляет 765 тысяч человек.
|                | 1948—1951 | 1952—1960 | 1961—1971 | 1972—1979 | 1980—1989 | 1990—1999 | 2000—2007 | Всего   |
| -------------- | --------- | --------- | --------- | --------- | --------- | --------- | --------- | ------- |
| Иран           | 21 910    | 15 699    | 19 502    | 9550      | 8487      |           | 1606      | 76 754  |
| Афганистан     | 2303      | 1106      | 516       | 132       | 57        |           | 11        | 4125    |
| Турция         | 34 547    | 6871      | 14 073    | 3118      | 2088      | 1095      | 669       | 62 461  |
| Ливан          | 235       | 846       | 2208      | 564       | 179       |           | 36        | 4068    |
| Сирия          | 2678      | 1870      | 3121      | 842       | 995       |           | 31        | 9537    |
| Ирак           | 123 371   | 2989      | 3509      | 939       | 111       |           | 202       | 131 121 |
| Йемен          | 48 315    | 1170      | 1066      | 51        | 17        |           | 57        | 50 676  |
| Ливия          | 30 972    | 2079      | 2466      | 219       | 66        |           | 29        | 35 831  |
| Египет и Судан | 16 024    | 17 521    | 2963      | 535       | 352       | 176       | 131       | 37 702  |
| Марокко        | 28 263    | 95 945    | 130 507   | 7780      | 3809      | 2623      | 1890      | 270 817 |
| Алжир          | 3810      | 3433      | 12 857    | 2137      | 1830      | 1317      | 1664      | 27 048  |
| Тунис          | 13 293    | 23 569    | 11 566    | 2148      | 1942      | 1251      | 1584      | 55 353  |
| Всего          | 325 721   | 173 098   | 204 354   | 28 015    | 19 933    | 6462      | 7910      | 765 493 |

По данным радиостанции «Би-би-си» к 2003 году из 150 тысяч евреев, живших в Ираке осталось 34 человека, 6 из них в июле 2003 года смогли уехать в Израиль.
Президент WOJAC Хаскель Хаддад и политолог Гай Бехор утверждают, что собственность еврейских беженцев в арабских странах более 100 тысяч квадратных километров земли, то есть в 3,5 раза больше, чем вся территория Израиля, включая Голанские высоты, Газу и Иудею и Самарию. Большая часть этой территории находится в Ираке, Египте и Марокко
В арабской прессе приводится статистика, согласно которой до 1948 года в арабских странах за пределами Палестины проживало около 800 тысяч евреев. Почти все они были вынуждены уехать, а их имущество было конфисковано. Организации беженцев начиная с 2002 года начали активную кампанию за признание своих прав на компенсацию за отнятое и потерянное имущество.

## Беженцы из Эфиопии

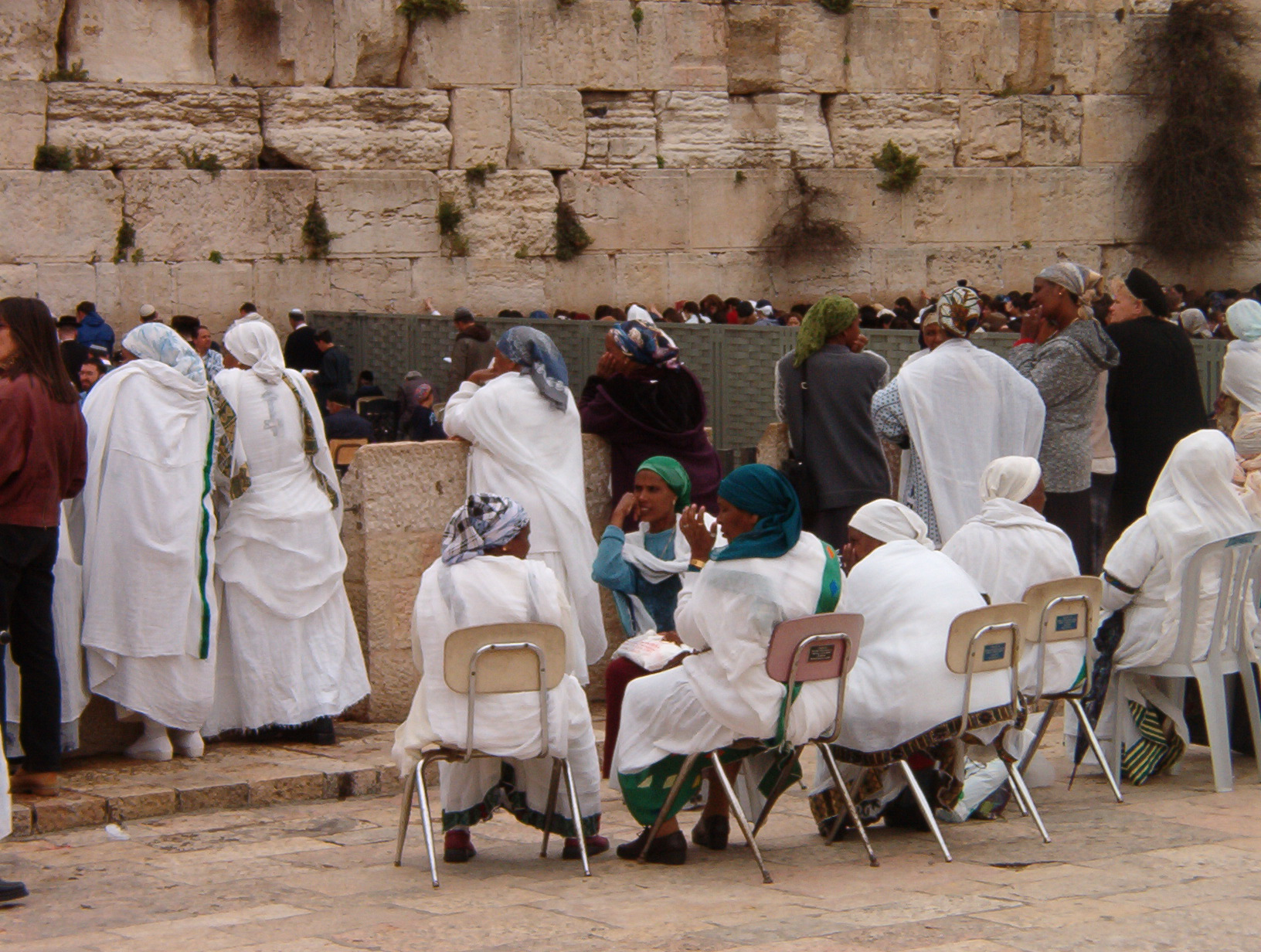
Эфиопские женщины у Стены Плача в Иерусалиме

Тяжёлое положение сложилось для еврейской общины в Эфиопии к середине 1980-х годов. Резкое ухудшение экономического положения в стране, политическая нестабильность режима Менгисту Хайле Мариама, сильнейшая засуха, а также враждебное отношение окружающего населения поставили под угрозу само существование общины.
В 1984 году израильская разведка «Моссад» осуществила беспрецедентную операцию по тайному вывозу самолётами из Африки нескольких тысяч эфиопских евреев в Израиль. Кодовое название — Операция «Моисей». За несколько месяцев было вывезено по разным данным от 8 до 18 тысяч человек. Вывоз евреев проходил под прикрытием созданной «Моссад» туристической фирмы на берегу Красного моря. 5000 человек по собственной инициативе пешком через пустыню добрались до Судана в надежде попасть в Израиль. В пути многие из них умерли от голода и жажды.
В январе 1985 года сведения об этой деятельности стали просачиваться в печать и операцию пришлось свернуть. Оставшихся в Эфиопии евреев вывозили уже легально, в 1991 году в ходе операции «Соломон», когда ВВС Израиля вывезли из этой страны от 14 до 15 тысяч человек всего за 36 часов. За разрешение вывезти евреев эфиопскому правительству было заплачено 40 миллионов долларов.
Всего в ходе репатриации от различных причин погибли около 4000 членов эфиопской еврейской общины.

## Беженцы в Грузии и Южной Осетии
В Цхинвале грузинские евреи жили с XIII века. К началу XX века в городе их было больше чем грузин и осетин вместе взятых (38,4 %). Язык, на котором они разговаривали, был грузинским. С 1990 года (после начала осетино-грузинского вооружённого конфликта) евреи были вынуждены покинуть город. К августу 2008 года в Цхинвале осталось лишь несколько еврейских семей. Несколько месяцев спустя после войны в Грузии 2008 года в городе, как утверждают СМИ, от еврейской диаспоры осталась лишь одна пожилая женщина. Жившим вне Южной Осетии грузинским евреям также пришлось стать беженцами в результате войны: свыше 200 еврейских беженцев из города Гори в августе 2008 года отправились в Тбилиси.

## Проблема еврейских беженцев
Таким образом, во второй половине XX — начале XXI веков крупнейшими вопросами, связанными с еврейскими беженцами, стали нацистские преследования в ходе Холокоста и изгнание из мусульманских (в первую очередь арабских) стран.

### Компенсации за нацистские преследования

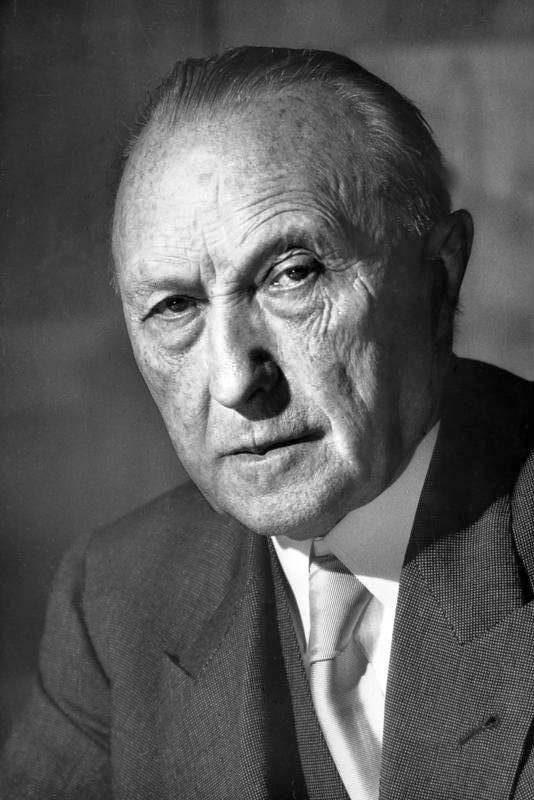
Канцлер ФРГ Конрад Аденауэр.
Стремясь возместить евреям преследования в ходе Холокоста согласился с выплатой Германией крупных компенсаций Израилю и еврейским организациям

В результате преследования и уничтожения евреев в ходе Холокоста огромное число людей потеряли имущество и терпели материальные лишения. В то же время часто имущество евреев присваивалось преследователями и просто соседями, а также было конфисковано государствами, где они проживали.
20 сентября 1945 года председатель Еврейского агентства Хаим Вейцман обратился к правительствам четырёх оккупировавших Германию держав с просьбой вернуть владельцам изъятую нацистами собственность евреев, а если владельцев не осталось в живых, то передать собственность уполномоченным еврейским организациям, которые будут расходовать средства на реабилитацию здоровья жертв Холокоста. В дальнейшем в 1951 году с аналогичными требованиями официально обратилось Государство Израиль.
Израиль требовал от Германии возместить расходы по приёму на своей территории 500 тысяч человек — беженцев из Европы. Расходы оценивались в размере 3000 долларов на человека общей суммой в 1,5 млрд долларов. Кроме того, выдвигалось требование возместить потерю собственности в размере 6 млрд долларов.
США, Великобритания и Франция заявили, что они связаны с Германией Парижским репарационным договором и не могут требовать новых репараций. СССР проигнорировал требования.
Тем не менее, в сентябре 1951 года канцлер ФРГ Конрад Аденауэр заявил о готовности обсудить возможность выплаты компенсаций, а 10 сентября 1952 года было подписано соглашение, по которому Германия должна была выплатить в товарной форме Израилю 3 млрд марок в течение 14 лет. Кроме того, по Федеральному закону о компенсации от 18 сентября 1953 года право на компенсации получили некоторые категории физических и юридических лиц, в том числе компенсации получили 270 тысяч евреев. В дальнейшем был принят ряд других программ компенсаций, по которым выплаты получили ещё десятки и сотни тысяч человек. Общая сумма выплаченных компенсаций составила более 50 млрд долларов.
Ряд правительств, ранее оккупированных нацистами и союзных нацистам стран Европы, через десятилетия после войны также приняли на себя обязательства по реституции имущества евреев, которое было конфисковано в 1939—1945 годах, а также коммунистическими режимами Восточной Европы после окончания войны. Такие программы, в частности, были приняты в Венгрии, Польше, Норвегии, Бельгии и Литве.
Существенные средства жертв Холокоста были присвоены швейцарскими банками. По этому поводу в 1996—1998 годах состоялось несколько судебных процессов, по итогам которых швейцарские банки обязались выплатить жертвам Холокоста 1,25 млрд долларов и опубликовать список невостребованных счетов того времени для поиска владельцев и наследников.

### Увязка с проблемой палестинских беженцев
Требования к Израилю о репатриации арабских беженцев правительство Израиля считает необходимым увязать с проблемой еврейских беженцев из арабских стран. По мнению Израиля, в ходе арабо-израильского конфликта произошёл обмен населением по аналогии с другими международными прецедентами, такими как Германия—Польша после Второй мировой войны и Индия—Пакистан в ходе раздела Британской Индии.
Аналогичный подход, согласно интерпретации ряда источников, содержится также в резолюции № 242 Совета Безопасности ООН, которая говорит о необходимости решения проблемы всех ближневосточных беженцев, а не только арабских. В мирных соглашениях Израиля с Иорданией и Египтом также упоминаются как арабские, так и еврейские беженцы.
Того же мнения придерживается правительство США — их представители, участвующие в ближневосточных мирных переговорах по проблемам палестинских беженцев обязаны «включать в переговорный процесс решение вопроса еврейских беженцев из арабских стран» в соответствии с резолюцией Конгресса США от 1 апреля 2008 года. Конгрессмен-республиканец Джозеф Кроули заявил:

Мир должен понять, что речь идет не только об арабах, не только о палестинцах на Ближнем Востоке, но и о представителях еврейского народа, которые были лишены своей собственности дома и стали жертвами террористических актов

Представители еврейских беженцев обращают внимание, что ООН дискриминировала еврейских беженцев по сравнению с арабскими. На арабских беженцев были потрачены миллиарды долларов, еврейские беженцы не получили вообще ничего. Американский экономист-международник Сидней Заблудоф пишет, что имущество еврейских беженцев стоило примерно в 1,5 раза больше имущества арабских беженцев. Одна лишь помощь международного агентства ООН UNRRA в 3,5 раза превысила стоимость потерь палестинцев.
Кроме того, к арабским беженцам из Палестины применяется правило, по которому беженцами признаются потомки беженцев. Это правило не применяется к еврейским беженцам и ни к каким другим вынужденным мигрантам. ООН не предоставила официального статуса беженцев еврейским иммигрантам из арабских стран.
Некоторые восточные евреи в Израиле не считает себя беженцами и заявляют, что приехали в Израиль не как беженцы а из идейных соображений и считают определение «беженец» в свой адрес оскорбительным. Йехуда Шенхав утверждает, что в 1949 году Израиль отказался от британско-иракского плана по обмену населением из опасения, что в рамках этого плана от Израиля потребуют репатриации «избыточных» арабских беженцев. Однако Яаков Мерон и другие источники пишут, что срыв соглашения произошёл потому, что Израиль требовал добровольности выезда иракских евреев, а Ирак настаивал на принудительной высылке.

## Беженцы в Израиле

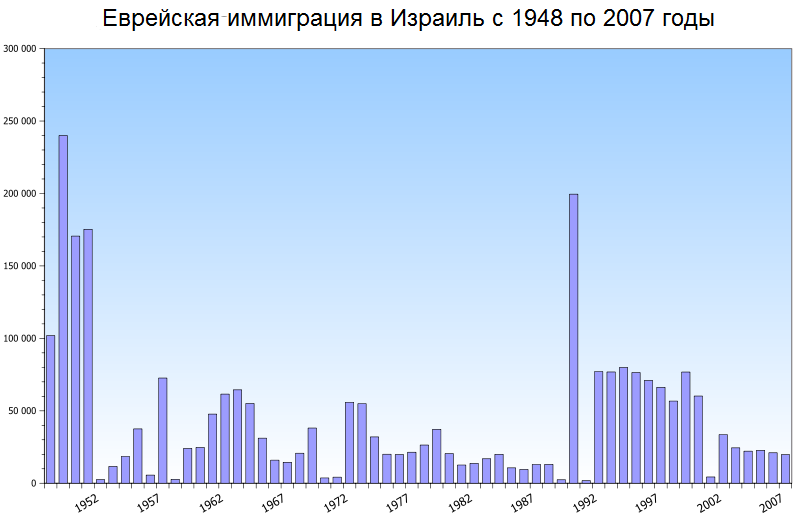
Еврейская иммиграция в Израиль 1948—2007

Создание Государства Израиль стало спасением для сотен тысяч еврейских беженцев. Въезд евреев в страну был провозглашён неотъемлемым правом и подкреплён «Законом о возвращении». За первый год существования государства в него прибыло 203 тысячи беженцев.
В отчёте специальной подкомиссии по перемещенным лицам юридической комиссии палаты представителей конгресса США от 20 января 1950 года было указано, что Израиль впускает в страну всех евреев вне зависимости от любых критериев, невзирая на возраст, профессию, социальный статус и так далее. Последний лагерь для перемещённых лиц еврейской национальности в Германии был закрыт в 1953 году. Этот закон действует до сегодняшнего дня.
Многочисленные военные конфликты Израиля с арабскими соседями часто приводили и приводят к необходимости массовой эвакуации жителей страны из опасных районов. В частности, во время Второй ливанской войны в августе 2006 года из-за ракетных обстрелов севера Израиля со стороны Хезболлы на юг были эвакуированы десятки тысяч человек.

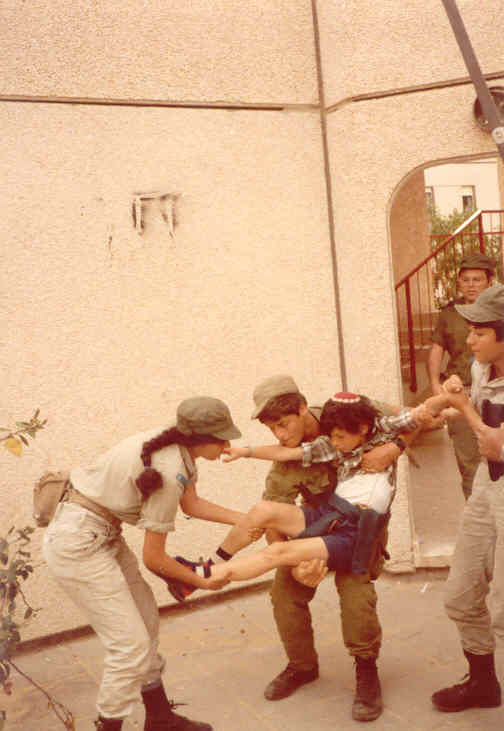
Насильственная эвакуация поселения Ямит в 1982 году

Кроме того, в Израиле в результате размежевания с арабами регулярно происходит насильственная эвакуация собственных граждан. Первая такая акция была проведена 25 июля 1974 года при разрушении израильской армией незаконного еврейского поселения в Самарии. Наиболее крупные насильственные переселения евреев происходили в Израиле при передаче Египту Синайского полуострова в 1982 году и при размежевании с сектором Газа в 2005 году. В соответствии с Кемп-Дэвидскими соглашениями в 1982 году на Синае были разрушены израильский город Ямит и ещё 14 поселений, а их население общей численностью около 5000 человек эвакуировано в Израиль. Та же судьба постигла 12 еврейских сельскохозяйственных поселений на юго-восточном побережье Синая. В 2005 году также были разрушены еврейские поселения в Газе, Иудее и Самарии, а их жители в количестве более 8000 человек также вынужденно эвакуированы на территорию Израиля. Насильственная эвакуация собственных граждан в 2005 году вызвала массовое недовольство в Израиле, столкновения протестующих с армией и полицией и даже теракты.

## В искусстве
Наиболее известным литературным произведением, описывающем судьбу еврейских беженцев, стал роман-бестселлер «Исход» (англ. Exodus) американского писателя Леона Юриса, вышедший в 1958 году и изданный на 50 языках общим тиражом свыше 7 млн экз. Основную историческую канву романа составляет возвращение евреев в Эрец-Исраэль с конца XIX века и до создания Государства Израиль. По этой книге в 1960 году был снят одноимённый фильм и в 1971 году поставлен мюзикл «Ари» на Бродвее.
Документальный фильм «Шанхайское гетто» (англ. Shanghai Ghetto, 2002) рассказывает о судьбе немецких евреев, бежавших от нацистских преследований и оказавшихся в Китае в конце 1930-х годов.

О еврейских беженцах из арабских стран рассказывает документальный фильм французского режиссёра Пьера Рехова «Молчаливый исход» (англ. Silent Exodus).